# Музика за људе без пријатеља
Музика за људе без пријатеља је четврти студијски албум новосадске музичке групе Pero Defformero.
Албум је објављен у септембру 2023. године и на њему се налази 10 песама. Све песме су пропраћене видео-сингловима, укључујући и Требало би односно Без тебе које су објављене неколико година раније. Албумом је обележено 30 година од оснивања састава.